# Прелог
Прелог (хорв. Prelog) — місто на півночі Хорватії, центр однойменної громади в адміністративному підпорядкуванні Меджимурської жупанії.

## Положення
Місто Прелог розташовано в південній частині жупанії, на лівому березі Драви та озері Дубрава (водосховищі на річці), приблизно за 16 кілометрів від Чаковця, з яким сполучене автомагістраллю D20.

## Історія і етимологія
Назва Прелог (Прелак, Перлак, Перлок від хорватського слова vlak (поїзд, валка) чи діалектного vleči, vlačiti, prevlačiti) вперше згадується в 1264 році в грамоті хорватського бана Роланда Ратольда про помістя Трнава. На відзначення цієї події жителі влаштовують 6 грудня щорічне свято міста. 
У вересні 1480 р. в Прелогу зупинявся хорватсько-угорський король Матвій Корвін. Торговельний осередок Прелог був у той час досить добре організованим в адміністративному відношенні, як і в часи, коли в Меджимур'ї правили графи Зринські (1546-1691 рр.).
З середини XVIII століття в Прелогу існує початкова школа. Впродовж XVIII ст. в цій частині королівства утворено центральне сховище кам'яної солі, а потім і першу шовкову фабрику в 1848 році відому як перше у Меджимур'ї промислове підприємство. 
У 1997 році хорватським парламентом Прелог було оголошено містом.

## Населення
Населення громади за даними перепису 2011 року становило 7 815 осіб, 7 з яких назвали рідною українську мову, 98,31% з яких становили хорвати. Населення самого поселення становило 4 324 осіб.
Динаміка чисельності населення громади:
Динаміка чисельності населення центру громади:

## Населені пункти
Крім поселення Прелог, до громади також входять:
- Цирковлян
- Чеховець
- Чуковець
- Драшковець
- Хемушевець
- Опоровець
- Оток

## Клімат
Середня річна температура становить 10,53°C, середня максимальна – 24,58°C, а середня мінімальна – -5,81°C. Середня річна кількість опадів – 798,00 мм.
| Клімат поселення                              | Клімат поселення | Клімат поселення | Клімат поселення | Клімат поселення | Клімат поселення | Клімат поселення | Клімат поселення | Клімат поселення | Клімат поселення | Клімат поселення | Клімат поселення | Клімат поселення | Клімат поселення |
| Показник                                      | Січ.             | Лют.             | Бер.             | Квіт.            | Трав.            | Черв.            | Лип.             | Серп.            | Вер.             | Жовт.            | Лист.            | Груд.            |                  |
| Середній максимум, °C                         | 5,45             | 7,30             | 11,89            | 16,34            | 21,99            | 24,58            | 23,54            | 22,95            | 18,96            | 14,31            | 8,51             | 4,83             |                  |
| Середня температура, °C                       | −0,18            | 1,67             | 6,25             | 10,71            | 16,35            | 18,94            | 20,12            | 19,54            | 15,55            | 10,90            | 5,09             | 1,40             |                  |
| Середній мінімум, °C                          | −5,81            | −3,96            | 0,63             | 5,08             | 10,72            | 13,31            | 16,72            | 16,13            | 12,14            | 7,48             | 1,68             | −2               |                  |
| Норма опадів, мм                              | 39               | 40               | 51               | 62               | 72               | 88               | 85               | 80               | 77               | 72               | 77               | 55               |                  |
| Середньомісячна швидкість вітру, м/с          | 2.10             | 2.38             | 2.70             | 2.70             | 2.50             | 2.20             | 2.17             | 1.90             | 2.00             | 2.00             | 2.16             | 2.19             |                  |
| Середньомісячна сонячна радіація, кДж/м²·день | 3934             | 6662             | 10468            | 14953            | 19066            | 21111            | 21487            | 18895            | 13892            | 8533             | 4406             | 3204             |                  |
| --------------------------------------------- | ---------------- | ---------------- | ---------------- | ---------------- | ---------------- | ---------------- | ---------------- | ---------------- | ---------------- | ---------------- | ---------------- | ---------------- | ---------------- |
| Джерело:                                      |                  |                  |                  |                  |                  |                  |                  |                  |                  |                  |                  |                  |                  |

## Сьогодення
На сільське господарство припадає близько 19% доходу до міської скарбниці, тоді як по чверті доходів дають торгівля і туризм.
Прелог вважається батьківщиною спідвею в Хорватії, оскільки місцевий спідвейний клуб був одним з перших клубів країни, організованих у цьому виді спорту.
Крім початкової школи у місті також є єдина в Меджимур'ї, розташована не в столиці жупанії середня школа. Середня школа пропонує навчання для роботи у сфері туризму, громадського харчування та харчопереробній галузі. Її відвідують понад 400 учнів, здобуваючи освіту за навчально-виробничими програмами тривалістю в три роки.
У Прелогу встановлено пам'ятник хорватському банові Йосипу Єлачичу.

## Відомі особистості
В поселенні народився:
- Іван Главіна (1904-1980) — популярний хорватський письменник, поет та композитор.